# Initiative H
Initiative H est un groupe de musique français, originaire de Toulouse, en Haute-Garonne. Formé en 2012, le groupe évolue dans un style jazz avec des influences de rock et de musique électronique. Initiative H est membre de la fédération de jazz Grands Formats.

## Biographie
Le groupe Initiative H se forme en 2012 autour du saxophoniste David Haudrechy, qui est le compositeur principal du groupe. En 2014 sort Deus Ex Machina, le premier album du groupe. Il est publié sous le label NeuKlang, un label allemand produisant principalement des artistes du monde du jazz. Deus Ex Machina a principalement reçu des critiques positives de la part de la presse spécialisée. L'année suivante, en 2015, le groupe publie son deuxième album, Dark Waves. Trois invités réputés de la scène jazz ont participé à ce deuxième album : Médéric Collignon, Émile Parisien et Vincent Artaud.
En 2018 sort l'album Broken Land. Le samedi 4 mai 2019, ils jouent au théâtre de la Maison du peuple.

## Style musical et influences
Les albums d'Initiative H sont conçus comme des albums-concept. En effet, un thème se dégage dans chacun d'eux, et lie les différentes musiques entre elles. Par exemple, l'album Dark Wave est influencé par le mouvement musical du même nom, la dark wave, né dans les années 1970, dans un style sombre et romantique. L'album Broken Land traite du thème de l'environnement et des problèmes actuels liés aux changements climatiques.
D'après le compositeur du groupe, David Haudrechy, les influences musicales du groupe sont, outre la scène jazz, des groupes de rock progressif (King Crimson, Pink Floyd) ou des compositeurs de la période romantique ou de musique classique russe.